# Kgalema Motlanthe
Kgalema Petrus Motlanthe (* 19. července 1949) je jihoafrický politik, v letech 2008–2009 byl prezident Jihoafrické republiky, třetí v postapartheidovské éře. Nebyl zvolen v přímé volbě, ale byl jmenován parlamentem po rezignaci Thabo Mbekiho jako v podstatě "úřednický prezident". Do prezidentské funkce nastupoval z pozice ministra bez portfeje v Mbekiho vládě, kterým byl jmenován krátce předtím roku 2008. Po přímých prezidentských volbách v roce 2009 ho nahradil Jacob Zuma. Byl prvním jihoafrickým prezidentem hovořícím jazykem tswana. Byl považován za levicově orientovaného intelektuála. V mládí působil v militantní protiapartheidovské organizaci Umkhonto we Sizwe. Angažoval se rovněž v jihoafrických odborech. Je představitelem strany Africký národní kongres, jejímž generálním tajemníkem byl v letech 1997–2007.